# Michele Santoro

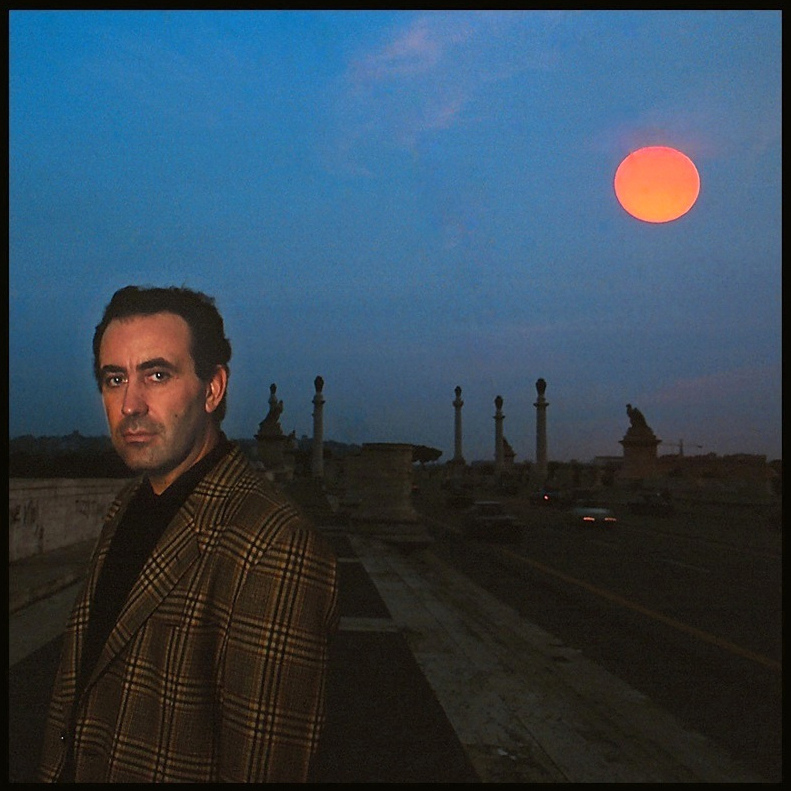
Michele Santoro: Portret - Augusto De Luca

Michele Santoro este un om politic italian, membru al Parlamentului European în perioada 2004-2009 din partea Italiei.
1. ↑  „Michele Santoro”, Internet Movie Database
2. ↑  Deputații în Parlamentul European